# 미쓰이시역 (오카야마현)
미쓰이시역(일본어: 三石駅 미츠이시에키[*])은 일본 오카야마현 비젠시에 있는 서일본 여객철도 소속 철도역이다. 서일본 여객철도 오카야마 지사 소속 역들 중 가장 동쪽에 있는 역이다. 또한 미쓰이시 역 동쪽에는 오카야마 현과 효고현의 경계가 있다.

## 역 구조
섬식 1면 2선 구조의 지상역이다. 역무원이 배치되어 있는 직영역이다.
| 1 | ■ 산요 본선 | 상행 | 아이오이 · 히메지 방면          |                               |
| 2 | ■ 산요 본선 | 하행 | 오카야마 · 후쿠야마 · 니미 방면 | (일부 열차는 1번 승강장 사용) |

## 역세권 정보
- 후나사카 고개

## 역사
- 1890년 12월 1일 - 산요 철도의 임시역으로 개업.
- 1891년 3월 18일 - 지금의 위치로 이전하여, 정식 역이 되었다.
- 1907년 12월 1일 - 국유화에 따라 일본국유철도의 소속이 되었다.
- 1987년 4월 1일 - 민영화에 따라 서일본 여객철도의 소속이 되었다.

## 인접역
| 서일본 여객철도 산요 본선 | 서일본 여객철도 산요 본선 | 서일본 여객철도 산요 본선 |
| ------------------------- | ------------------------- | ------------------------- |
| 가미고리 방면             | ■ 산요 본선               | 요시나가 오카야마 방면    |